# ホセ・マトス
ホセ・ホアキン・マトス・ガルシア（José Joaquín Matos García、1995年5月6日 - ）は、スペイン・アンダルシア州セビリア県ウトレラ出身のサッカー選手。ブルゴスCF所属。ポジションはDF。